# 베니 (콩고 민주 공화국)

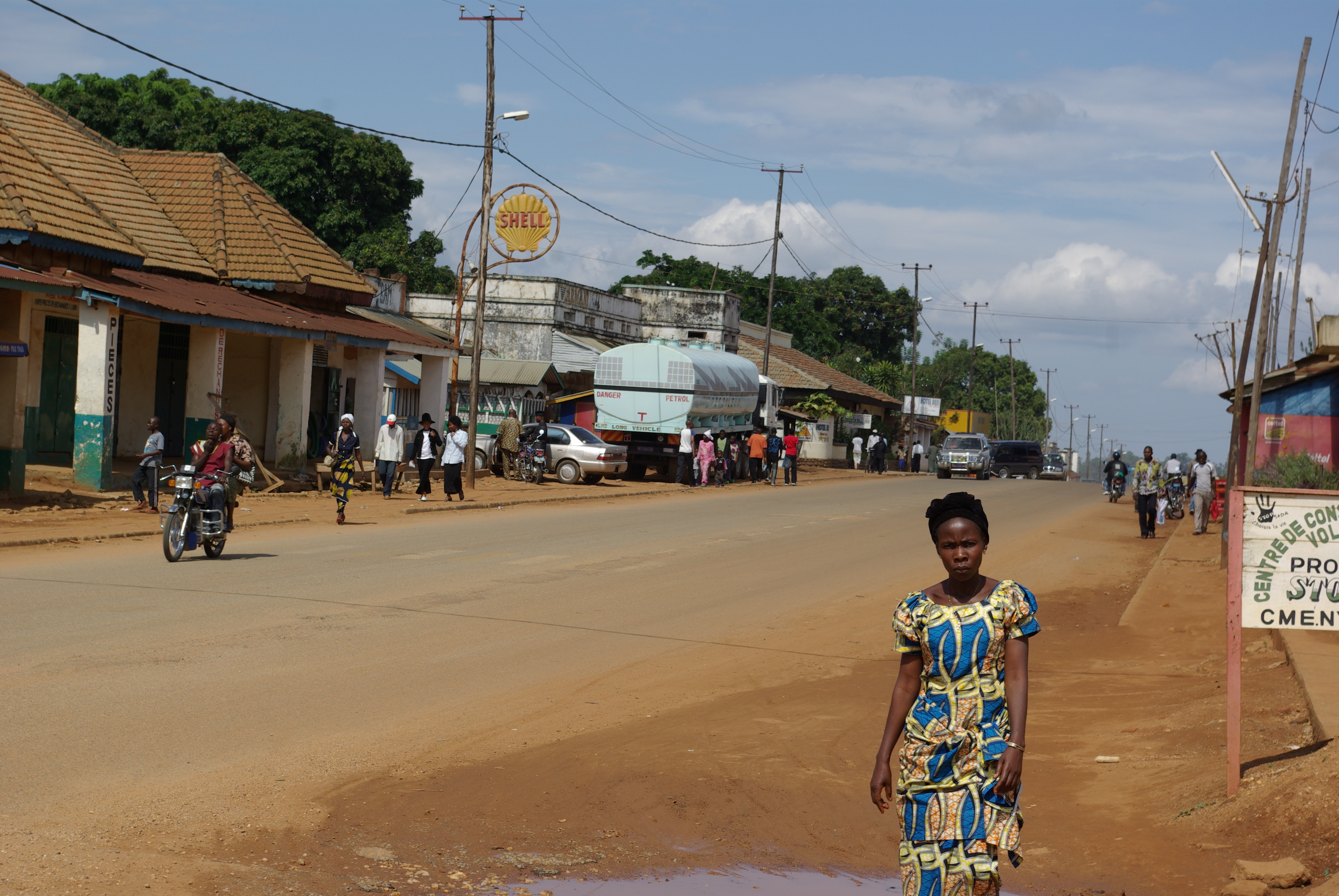

베니(Beni)는 콩고 민주 공화국 북동부의 도시로 비룽가 국립공원과 루웬조리산맥 바로 서쪽, 이투리 숲 가장자리에 위치해 있다.

## 개요
베니에는 시장 (장소), 공항, 콩고 기독교 이중언어 대학교(UCBC)가 있다. 2013년 기준 인구는 231,952명으로 추산된다. 베니에는 베니(Beni), 분구루(Bungulu), 루웬조리(Ruwenzori), 물레케라(Mulekera) 등 4개의 코무네 또는 자치단체가 있다.
이 마을은 2001년경 제2차 콩고 전쟁에서 치열한 전투가 벌어진 곳이었다. 베니에는 또한 MONUC 기지가 많이 있다. 인도가 이끄는 북부 키부 여단(North Kivu Brigade)의 부대가 이 마을에 주둔하고 있다.
2014년 10월부터 2016년 5월까지 우간다 이슬람 반군이 베니와 그 주변 지역을 공격한 것으로 추정되는 일련의 공격으로 500명 이상이 사망했다. 2016년 8월 이곳에서 베니 학살이 발생했다.
세계보건기구(WHO)에 따르면 2018년 12월 현재 베니는 200건이 넘는 에볼라 바이러스 질환(EVD)에 걸렸다. 베니는 2018~19년 키부 에볼라 발병의 진원지인 망기나 근처에 있다.
2019년 6월 3일 도시에서 공격이 발생해 25명이 사망하거나 부상을 입었다. ISIL은 직후 책임을 주장했다.
2020년 연합민주군(ADF) 반군은 캉바이 교도소에서 탈옥을 조직해 팅궤 마을에서 25명을 살해하고 많은 경우 참수한 것으로 알려졌다. 반군은 800명의 사망자를 낸 혐의를 받고 있다.
2023년, 인근 마을에서 마쿠궤 학살이 일어났다.